# 금 태조

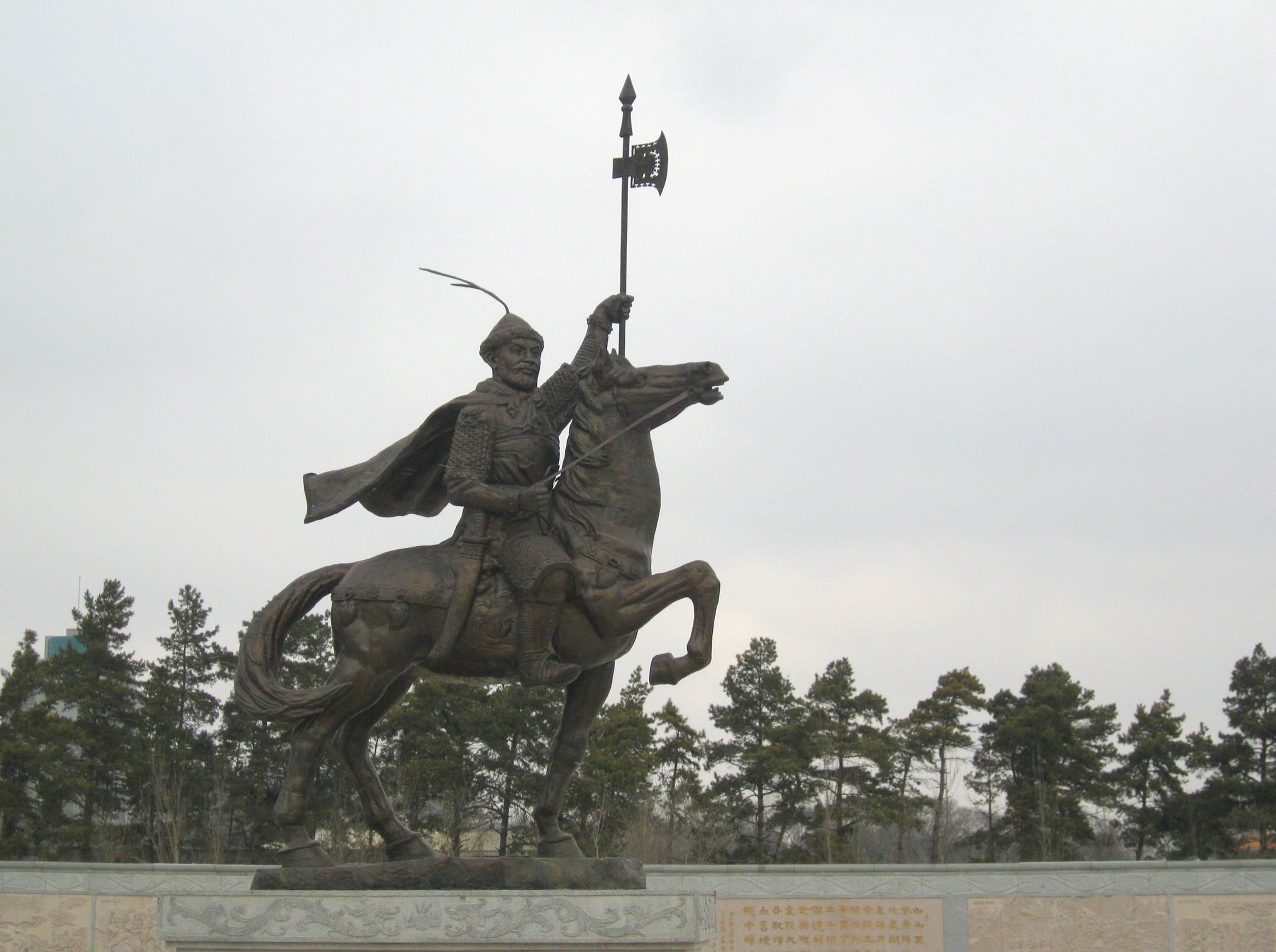
중국 하얼빈 시내에 있는 완안 구다의 동상.

금 태조(金太祖, 1068년 8월 1일(음력 7월 1일) ~ 1123년 9월 19일(음력 8월 28일))는 금나라의 초대 황제이다. 금 태조의 여진식 휘는 온얀 아쿠타(完顔 阿骨打, 여진어: wo-on (g)ia-an Akuta)이고, 한식 휘는 왕민(王旻)이다. 묘호는 태조(太祖, 여진어: /tai-su/)이고 시호는 응건흥운소덕정공인명장효대성무원황제(應乾興運昭德定功仁明莊孝大聖武元皇帝)이다. 줄여서 태조무원황제(太祖武元皇帝, (여진어: /tai-su tʃao-xa un xuaŋ-di/) 혹은 원황제(元皇帝)이다. 생전 존호는 대성황제(大聖皇帝)다.
《금사》에 따르면, 여진 문자는 1119년에 금태조 아쿠타 명에 의하여 완안희우(完顔希于)가 만들었고, 1145년에 반포되었다고 한다.

## 이름
그의 성은 완안(完顔, 여진어:  /wo-on (g)ia-an/)이고, 아구다라는 이름은 웨일드 자일스 표기법에 A-ku-ta로 표기되었다. 대체 철자인 Akutta는 아주 적은 수의 책에서 등장한다.

## 생애
아골타는 완안부의 추장 핵리발의 둘째 아들이었다. 사서에 의하면 핵리발의 시조는 고려 평주에서 살다가 여진으로 이주한 고려인 금준(今俊)이라고 한다. 그의 어머니는 나라(拏懶)부의 수장의 딸이었다. 이들은 함경도 근처에서 아시허로 이주하였고 1068년 헤이룽장성 하얼빈시의 아시허(阿什河) 근처에서 태어났다고 알려져 있다.
그는 그의 여진족내에서 용맹함으로 잘 알려져 있었고, 거란에 적대적인 여진족에 대항하는 수많은 전투에 참전했었다. 1109년, 광범위한 기근이 한창일 때, 아구다는 자신의 군대를 강화하기 위해 다른 여진족으로부터 그의 아버지를 도왔다. 이후 다른 여진족과 전쟁을 벌였고, 완완부의 지휘 아래 모든 생여진 부족들을 통합하는 데 성공했다. 1113년 아구다는 형 오아속의 뒤를 이어 부족의 지도자로 즉위했다.
1114년 초 아구다 거란 영토에 첩자를 파견하고, 부패했다고 여긴 거란 정권에 대한 반란을 준비했다. 그의 조언자는 완안 종한(完顏宗翰)과 완안 희윤(完顏希尹)이었다.
여진족은 1115년 1월 28일에 스스로 금나라를 세웠고, 황제가 된 아구다는 여세를 몰아 요동 지역의 황룡부(黃龍府)를 멸망시켰다. 당시 요나라의 황제인 천조제(天祚帝) 야율연희(耶律延禧)는 자칭 70만의 대군을 편성하여 금나라를 공격했으나 도리어 대패를 당했다.
그는 요나라를 물리치고 요동으로 진출했다. 금나라는 송나라와 요나라를 공격하자는 동맹을 맺었다(해상의 맹).
1120년 요나라의 수도인 상경 임황부(上京臨潢府), 1121년말에는 중경 대정부(中京大定府)를 함락했다. 강남에서 일어난 방랍의 난으로 인해 그해에 겨우 북송은 북방에 출병하여 요나라의 천조제가 있는 연경을 공격했다. 송나라 군대는 요군에 연패를 당하고, 성과를 올릴 수 없자 송군의 지휘관 동관은 금에 원군을 요청하고 송나라는 금나라에 조공을 바치는 해상의 맹을 약속한다. 금나라는 장성 이남에 출병하지 않기로 약속하였지만 출병하여 연경을 함락시켰다. 이 결과 맹약대로 연운16주 중 연경 이남의 6주는 송나라에 할양되었지만, 금군은 연운 이북을 약탈하고 연운 16주의 백성들도 금나라로 이주시켰다. 하지만 금나라는 송나라의 이남 6주 또한 정복하였고 한족들을 유린하였다.
그 때문에 이곳에서는 세수를 징수할 수 없는 상태에 빠졌다. 또한 금은 연경 출병의 대가로 은 20만냥, 비단 30만 필, 전 100만관, 군량 20만석을 요구했고, 북송은 이것을 거부할 수 없이 금나라에 조공하였다.
1123년 9월 19일에 병에 걸려서 회령부로 가던 중에 객사했다. 후사는 금 태종이 계승하였다. 이후 금나라는 북송을 유린하여 멸망시킨다

## 가족 관계

### 조부모와 부모
- 조부 : 경조(景祖) 혜환황제(惠桓皇帝) 완안 오고내(完顔 烏古迺)
- 조모 : 소숙황후(昭肅皇后) 당괄씨(唐括氏)
- 부친 : 세조(世祖) 성숙황제(聖肅皇帝) 완안 핵리발(完顔 劾里鉢)
- 모친 : 익간황후(翼簡皇后) 나라씨(拿懶氏)

### 황후
| 봉호       | 시호               | 이름(성씨)         | 별칭  | 재위년도   | 생몰년도   | 국구(장인/장모)                     | 능묘       | 비고   |
| ---------- | ------------------ | ------------------ | ----- | ---------- | ---------- | ----------------------------------- | ---------- | ------ |
| 정실(正室) | 성목황후(聖穆皇后) | 당괄씨(唐括氏)     |       | (추존)     |            | 영국공(榮國公) 당괄 유속(唐括 留速) |            | [ 8 ]  |
| 황후(皇后) | 흠헌황후(欽憲皇后) | 흘석렬씨(紇石烈氏) | [ 9 ] | ? ~ 1123년 | ? ~ 1136년 |                                     | 예릉(睿陵) |        |
| 비(妃)     | 광의황후(光懿皇后) | 배만씨(裴滿氏)     |       | (추존)     |            |                                     |            | [ 10 ] |
| 덕비(德妃) | 선헌황후(宣獻皇后) | 복산씨(僕散氏)     |       | (추존)     |            |                                     |            | [ 11 ] |

### 후궁
| 봉호       | 이름(성씨)         | 별칭       | 생몰년도   | 비고 |
| ---------- | ------------------ | ---------- | ---------- | ---- |
| 원비(元妃) | 오고론씨(烏古論氏) |            |            |      |
| 숭비(崇妃) | 소씨(蕭氏)         | 태비(太妃) | ? ~ 1150년 |      |
| 낭자(娘子) | 독노가(獨奴可)     |            |            |      |

### 황자
| -  | 봉호                | 시호       | 이름                                          | 생몰년도        | 생모              | 별칭   | 비고   |
| -- | ------------------- | ---------- | --------------------------------------------- | --------------- | ----------------- | ------ | ------ |
| 1  | 양송국왕 (梁宋國王) |            | 완안 알본(完顔 斡本) 완안 종간(完顔 宗幹)     | ? ~ 1141년      | 광의황후 배만씨   | [ 12 ] | [ 13 ] |
| 2  | 송왕(宋王)          | 환숙(桓肅) | 완안 알로보(完顔 斡魯補) 완안 종망(完顔 宗望) | ? ~ 1127년      | 흠헌황후 흘석렬씨 | [ 14 ] |        |
| 3  | 국왕(國王)          |            | 완안 승과(完顔 繩果) 완안 종준(完顔 宗峻)     | ? ~ 1124년      | 성목황후 당괄씨   |        | [ 15 ] |
| 4  | 허왕(許王)          | 양목(襄穆) | 완안 와리타(完顔 訛里朶) 완안 종요(完顏 宗堯) | 1096년 ~ 1135년 | 선헌황후 복산씨   | [ 16 ] | [ 17 ] |
| 5  | 심왕(沈王)          | 충렬(忠烈) | 완안 올출(完顔 兀朮) 완안 종필(完顔 宗弼)     | ? ~ 1148년      | 원비 오고론씨     | [ 18 ] |        |
| 6  | 연왕(兗王)          |            | 완안 와로관(完顔 訛魯觀) 완안 종준(完顔 宗雋) | ? ~ 1139년      | 흠헌황후 흘석렬씨 | [ 19 ] |        |
| 7  | 풍왕(豊王)          |            | 완안 오열(完顔 烏烈) 완안 종조(完顔 宗朝)     |                 | 성목황후 당괄씨   |        |        |
| 8  | 위왕(衛王)          |            | 완안 아로(完顔 阿魯) 완안 종강(完顔 宗強)     | ? ~ 1142년      | 원비 오고론씨     | [ 20 ] |        |
| 9  | 조왕(曹王)          |            | 완안 아로보(完顔 阿魯補) 완안 종민(完顔 宗敏) | ? ~ 1150년      | 원비 오고론씨     | [ 21 ] | [ 22 ] |
| 10 | 조왕(趙王)          | 효도(孝悼) | 완안 몰리야(完顔 沒里野) 완안 종걸(完顔 宗傑) | ? ~ 1127년      | 성목황후 당괄씨   | [ 23 ] |        |
| 11 | 기왕(紀王)          |            | 완안 습니렬(完顔 習泥烈)                      |                 | 숭비 소씨         |        |        |
| 12 | 식왕(息王)          |            | 완안 영길(完顔 寧吉)                          |                 | 숭비 소씨         |        |        |
| 13 | 심왕(瀋王)          |            | 완안 와로(完顔 訛魯)                          |                 | 흠헌황후 흘석렬씨 |        |        |
| 14 | 빈왕(豳王)          |            | 완안 와로타(完顔 訛魯朶)                      |                 | 선헌황후 복산씨   |        |        |
| 15 | 거왕(莒王)          |            | 완안 연손(完顔 燕孫)                          |                 | 숭비 소씨         |        |        |
| 16 | 업왕(鄴王)          |            | 완안 알홀(完顔 斡忽)                          |                 | 낭자 독노가       |        |        |

### 황녀
| - | 봉호               | 이름                 | 생몰년도   | 생모                                | 부마                     | 별칭 | 비고 |
| - | ------------------ | -------------------- | ---------- | ----------------------------------- | ------------------------ | ---- | ---- |
| 1 | 공주(公主)         | 완안 올로(完顔 兀魯) | ? ~ 1152년 |                                     | 도단 정가(徒單 定哥)     |      |      |
| 1 | 공주(公主)         | 완안 올로(完顔 兀魯) | ? ~ 1152년 | 양진충왕(梁晉忠王) 도단 공(徒單 恭) |                          |      |      |
| 2 | 필국공주(畢國公主) |                      |            |                                     | 오고론 와론(烏古論 訛論) |      |      |
| 3 | 공주(公主)         |                      |            |                                     | 포찰 석가노(蒲察 石家奴) |      |      |

## 기년
| 태조        | 원년       | 2년        | 3년             | 4년        | 5년             | 6년        | 7년        | 8년        | 9년        | 10년       | 11년       |
| ----------- | ---------- | ---------- | --------------- | ---------- | --------------- | ---------- | ---------- | ---------- | ---------- | ---------- | ---------- |
| 서력 (西曆) | 1113년     | 1114년     | 1115년          | 1116년     | 1117년          | 1118년     | 1119년     | 1120년     | 1121년     | 1122년     | 1123년     |
| 간지 (干支) | 계사(癸巳) | 갑오(甲午) | 을미(乙未)      | 병신(丙申) | 정유(丁酉)      | 무술(戊戌) | 기해(己亥) | 경자(庚子) | 신축(辛丑) | 임인(壬寅) | 계묘(癸卯) |
| 연호 (年號) | -          | -          | 수국(收國) 원년 | 2년        | 천보(天輔) 원년 | 2년        | 3년        | 4년        | 5년        | 6년        | 7년        |

## 참고 문헌
- 《금사》(金史)
- 《속자치통감》(續資治通鑑)